# Taio Cruz

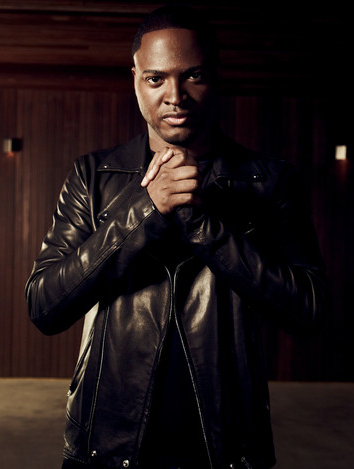
Taio Cruz (2011)

Jacob Taio Cruz (* 23. April 1980 als Adetayo Ayowale Onile-Ere in London) ist ein britischer R&B-Sänger und Songwriter nigerianischer und brasilianischer Abstammung. Bis 2011 veröffentlichte er drei Studioalben.

## Musikkarriere

### Anfänge
Das Lied Your Game, das Cruz für Will Young geschrieben hat, erhielt mehrfach Platin und gewann 2005 den Brit Award als beste britische Single. 2006 veröffentlichte er seine Debütsingle I Just Wanna Know.
Taio Cruz unterhält als Gründer des Plattenlabels Rokstarr Music London eine Joint-Venture-Partnerschaft mit den Musik-Gesellschaften Republic Records US und Island Records UK.

### Departure(2006–2008)
Taio Cruz veröffentlichte seine zweite Single Moving On im September 2007, welche die Top 30 im Vereinigten Königreich erreichte. Sein Album Departure wurde in Großbritannien am 18. März 2008 veröffentlicht. Das Album wurde in Großbritannien mit Gold für über 100.000 verkaufte Einheiten ausgezeichnet. Come On Girl wurde die nächste Single aus dem Album und erreichte Platz 5 der englischen Charts. Die Lieder I Can Be und She’s Like a Star wurden ebenfalls als Singles veröffentlicht.

### Internationaler Durchbruch (2009–2010)

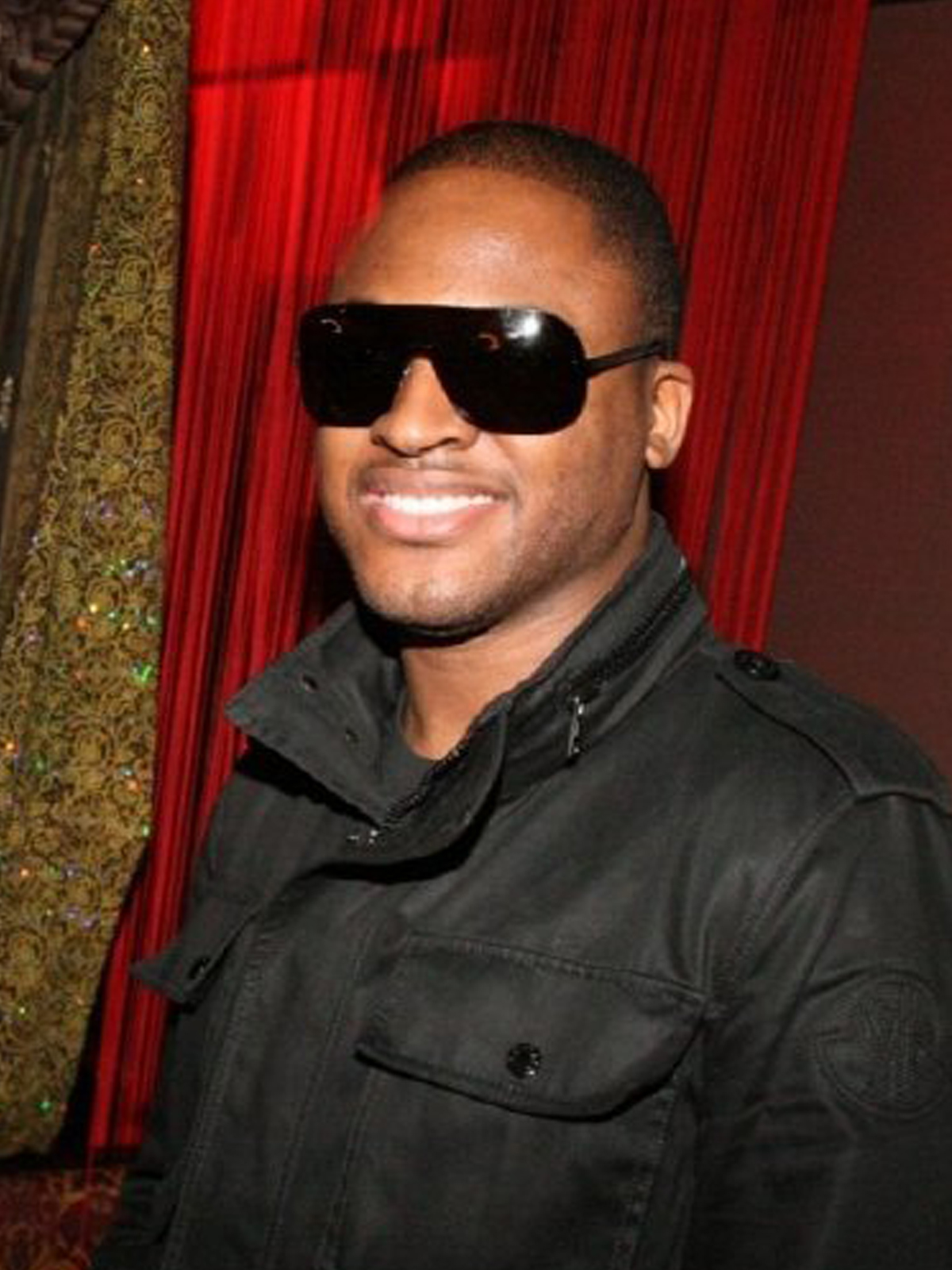
Taio Cruz im Tup Tup Palace (2009)

Sein Album Rokstarr wurde am 12. Oktober veröffentlicht. Die erste Single, Break your Heart, erreichte Platz eins im Vereinigten Königreich und in den USA. Die Single wurde mit und in Großbritannien ohne Ludacris veröffentlicht. Dirty Picture, eine Zusammenarbeit mit der US-amerikanischen Sängerin Ke$ha, erreichte die Top 10 in Großbritannien. Danach veröffentlichte er den Titel No Other One. Als vierte Single des Albums (in den USA als zweite), wurde Dynamite veröffentlicht. Dynamite erreichte Platz 1 im Vereinigten Königreich und Platz zwei in den USA. Die 5. und letzte Single aus dem Album hieß Higher. Diese sang er zusammen mit Kylie Minogue und in den USA mit Travie McCoy.

### Studioalbum: TY.O
Am 2. Dezember 2011 erschien sein drittes Album TY.O via Universal Music.
Bereits vor der Veröffentlichung des Albums in Deutschland erschien die Single Hangover, welche nach zwei Wochen bereits über 200.000-mal verkauft wurde und er eine Goldene Schallplatte erhielt. Die zweite Auskopplung trägt den Namen Troublemaker, die er am 27. Januar in der deutschen Casting-Show The Voice of Germany präsentierte. Am 25. März 2012 veröffentlichte Taio Cruz die dritte Single There She Goes, die er zusammen mit dem Rapper Pitbull aufnahm. Auf dem Album ist außerdem die Single Little Bad Girl, bei der er 2011 zusammen mit Ludacris und David Guetta arbeitete, zu finden.
Im Juli 2012 veröffentlichte er den Song World in Our Hands als Single. Er wurde vom ZDF als Olympia Song 2012 verwendet und stieg bereits vor Veröffentlichung auf CD in die deutschen Charts ein.
Als Londoner erhielt er neben anderen die Ehre bei der Schlussfeier der Olympischen Sommerspiele 2012 vor Millionen von Fernsehzuschauern aufzutreten. Er sang seinen Song Dynamite.
Fast Car ist die zweite Single in den USA aus dem Album TY.O. Fast Car wurde extra für die Veröffentlichung in den USA geschrieben, konnte sich aber auch in Deutschland, der Schweiz und Österreich platzieren. Offiziell ist die Single seit dem 14. August 2012 im US-Handel. Die Single ist in Großbritannien am 24. Dezember erschienen.
In den USA und in Großbritannien wurde das Album TY.O erst gegen Ende des Jahres 2012 veröffentlicht. Dort erschien es mit dem neuen Song Fast Car als EP unter dem Titel The Fast Hits, auf dem nur die erfolgreichsten Lieder des Albums, sowie Remix-Versionen alter Titel zu finden sind.

### 2014: #Black
Für das Jahr 2014 wurde sein viertes Studioalbum #Black angekündigt. Ein genaues Release-Datum wurde nicht bekannt gegeben. Bereits Ende 2013 erschienen einige Lieder im Internet. Darunter die Lieder Winner und Touch the Sky. Am 5. Mai 2014 wurde das Lied Don’t You Dare angekündigt. Radio-Premiere feierte das Lied am 12. Mai 2014. Es wird die erste Single-Auskopplung aus dem Album sein. Ein Veröffentlichungsdatum wurde auch hierfür nicht angekündigt.

### 2015 bis heute: Roses Collection
Auf Twitter kündigte Taio Cruz neue Musik für den 27. April 2015 an. Dazu lief auf seiner offiziellen Website bis zum Release ein Countdown. Am 27. Mai 2015 feierte das offizielle Musikvideo zu seiner neuen Single Do What You Like auf der Videoplattform VEVO seine Premiere. Jedoch setzte sich das Lied kommerziell nicht durch und erreichte in nicht einem Land die offiziellen Single-Charts.
Später 2015 war er für kurze Zeit ebenfalls als DJ aktiv; so wurde er vom niederländischen Plattenlabel „Spinnin’ Records“ aufgenommen, für welches er eine Folge dessen Podcasts „Spinnin’-Sessions“ produzierte. Zudem produzierte er gemeinsam mit dem deutschen DJ und Produzenten Tujamo eine Vocal-Version für dessen Club-Hit Booty Bounce. Das Lied konnte in die deutschen Single-Charts einsteigen. Parallel erklärte er, dass sein langerwartetes Studioalbum #Black keine Veröffentlichung erfahren würde. Als Grund nannte er, dass Longplayer sich nicht mehr durchsetzen könnten und einzelne Singles mehr Aufmerksamkeit bringen würden. Stattdessen wolle er diese Reihe an Singles als Projekt Roses Collection durchführen. 2017 veröffentlichte er die Single Row the Body zusammen mit dem US-amerikanischen Rapper French Montana.
Im Juni 2018 veröffentlichte er zusammen mit dem französischen DJ Hugel die Single Signs, welche sich allerdings in keinem Land in den Charts durchsetzen konnte.

## Diskografie
Studioalben

| Jahr | Titel     | Höchstplatzierung, Gesamtwochen, AuszeichnungChartplatzierungen (Jahr, Titel, Platzierungen, Wochen, Auszeichnungen, Anmerkungen) | Höchstplatzierung, Gesamtwochen, AuszeichnungChartplatzierungen (Jahr, Titel, Platzierungen, Wochen, Auszeichnungen, Anmerkungen) | Höchstplatzierung, Gesamtwochen, AuszeichnungChartplatzierungen (Jahr, Titel, Platzierungen, Wochen, Auszeichnungen, Anmerkungen) | Höchstplatzierung, Gesamtwochen, AuszeichnungChartplatzierungen (Jahr, Titel, Platzierungen, Wochen, Auszeichnungen, Anmerkungen) | Höchstplatzierung, Gesamtwochen, AuszeichnungChartplatzierungen (Jahr, Titel, Platzierungen, Wochen, Auszeichnungen, Anmerkungen) | Anmerkungen                                                |
| Jahr | Titel     | DE | AT | CH | UK | US | Anmerkungen                                                |
| ---- | --------- | --- | --- | --- | --- | --- | ---------------------------------------------------------- |
| 2008 | Departure | — | — | — | UK17 Gold · (27 Wo.)UK | — | Erstveröffentlichung: 17. März 2008 Verkäufe: + 100.000    |
| 2009 | Rokstarr  | DE31 Gold · (16 Wo.)DE | AT36 Gold · (9 Wo.)AT | CH37 (27 Wo.)CH | UK14 Gold · (5 Wo.)UK | US8 (26 Wo.)US | Erstveröffentlichung: 12. Oktober 2009 Verkäufe: + 315.000 |
| 2011 | TY.O      | DE28 Gold · (25 Wo.)DE | AT36 Gold · (8 Wo.)AT | CH15 (24 Wo.)CH | — | — | Erstveröffentlichung: 2. Dezember 2011 Verkäufe: + 110.000 |